# Krešimir Baranović
Krešimir Baranović (ur. 25 lipca 1894 w Szybeniku, zm. 17 września 1975 w Belgradzie) – chorwacki kompozytor, dyrygent i pedagog.

## Życiorys
Studiował w Zagrzebiu i Wiedniu. W latach 1917–1925 był dyrygentem Opery w Zagrzebiu, a w latach 1929–1940 jej dyrektorem. W sezonie 1927–1928 występował z grupą baletową Anny Pawłowej. W latach 1943–1945 przebywał w Bratysławie. Po 1945 roku działał w Belgradzie, gdzie był wykładowcą Akademii Muzycznej, dyrygentem opery (1946–1962) i dyrektorem filharmonii (1951–1961).

## Ważniejsze kompozycje
(na podstawie materiałów źródłowych)

### Utwory orkiestrowe
- poemat symfoniczny Poème balkanique (1926)
- rapsodia orkiestrowa Pjesma guslara (1945)
- Sinfonietta na orkiestrę smyczkową (1945)

### Utwory wokalno-instrumentalne
- Pan na recytatora, głosy i orkiestrę (1958)
- kantata Goran (1960)
- Oblaci na mezzosopran i orkiestrę (1964)

### Opery
- Striženo-košeno (wyst. Zagrzeb 1932)
- Nevjesta od Cetingrada (1942, wyst. Belgrad 1951)

### Balety
- Licitarsko srce (wyst. Zagrzeb 1924)
- Cvijecé male Ide (wyst. Zagrzeb 1925)
- Imbrek s nosom (wyst. Zagrzeb 1935)
- Kineska priča (wyst. Belgrad 1955)